# Edmondsham
Edmondsham – wieś i civil parish w Anglii, w hrabstwie ceremonialnym Dorset, w dystrykcie (unitary authority) Dorset. Leży 43 km na północny wschód od miasta Dorchester i 142 km na południowy zachód od Londynu. W 2011 civil parish liczyła 188 mieszkańców. Edmondsham jest wspomniana w Domesday Book (1086) jako Amedesham/Medesham/Medessan.